# جورج ماكدونالد (لاعب كرة قدم أمريكية)
جورج ماكدونالد (بالإنجليزية: George McDonald)‏ هو لاعب كرة قدم أمريكية أمريكي، ولد في 10 مايو 1976 في فورت واين في الولايات المتحدة.